# 喬提蘭德拉·博迪普伊亞·拉爾馬
喬提蘭德拉·博迪普伊亞·拉爾馬（英語：Jyotirindra Bodhipriya Larma，1944年2月14日－）是孟加拉國的查克瑪人政治家，也是吉大港山區聯合人民黨的主要領導人之一，他領導一支民兵直到1997年被解除武裝。 他是已故查克瑪人議員與吉大港山區聯合人民黨創始人馬納本德拉·納拉揚·拉爾馬的弟弟。喬提蘭德拉·博迪普伊亞·拉爾馬還是吉大港山區地區委員會主席。